# Diceratiidae
Diceratiidae är en familj av djuphavsmarulkar (Ceratioidei) som skiljer sig från övriga familjer genom att ha även en andra ryggfenstråle med lysorgan omedelbart bakom den första (Illicium). I övrigt påminner de utseendemässigt mycket om Himantolophidae och Oneirodidae (speciellt släktet Oneirodes). Trots att de är lättigenkännliga är fynd sällsynta och nästan all kunskap grundar sig på unga honor; utöver dessa är endast en könsmogen hona, en ung hane och två larver kända.  De förekommer i Atlanten, Indiska Oceanen och västra Stilla Havet. Namnet kommer från grekiskans διά dia "två" och κέρας keras "horn".
Färgen är mörkbrun till svart. Liksom hos övriga djuphavsmarulkar är könsdimorfismen stor. Det största kända exemplaret var en 275 mm lång hona som hittades flytande nära Hawaii; den enda kända hane som genomgått metamorfos var 14 mm.
Det första exemplaret som beskrevs insamlades under Challengerexpeditionen åren 1873-1876 på 659 m djup. Den beskrevs 1887 av Albert Günther i volym 22 av "Report on the deep-sea fishes collected by H. M. S. Challenger during the years 1873-76. Report on the Scientific Results of the Voyage of ADD". Ett exemplar hade dock insamlats ca 1870 utanför Madeira men passerat obemärkt till 1926.

## Arter
Diceratiidae delas in i två släkten, med tre arter i varje. Släktena kan skiljas på att illiciet utgår från nosen hos Diceratias och från bakre delen av huvudet hos Bufoceratias.
- Släkte Bufoceratias
  - Bufoceratias shaoi Pietsch, Ho & Chen, 2004.
  - Bufoceratias thele (Uwate, 1979).
  - Bufoceratias wedli (Pietschmann, 1926).
- Släkte Diceratias
  - Diceratias bispinosus (Günther, 1887).
  - Diceratias pileatus Uwate, 1979.
  - Diceratias trilobus Balushkin & Fedorov, 1986.